# Kruščić
Kruščić (en serbe cyrillique Крушчић) est une localité de Serbie située dans la province autonome de Voïvodine. Elle fait partie de la municipalité de Kula dans le district de Bačka occidentale. Au recensement de 2011, elle comptait 1 859 habitants.
Kruščić est officiellement classé parmi les villages de Serbie.

## Démographie

### Évolution historique de la population
| 1948  | 1953  | 1961  | 1971  | 1981  | 1991  | 2002  | 2011  |
| ----- | ----- | ----- | ----- | ----- | ----- | ----- | ----- |
| 2 791 | 2 846 | 3 281 | 2 927 | 2 658 | 2 477 | 2 353 | 1 859 |

|  |